# Paraleptophlebia memorialis
Paraleptophlebia memorialis är en dagsländeart som först beskrevs av Eaton 1884.  Paraleptophlebia memorialis ingår i släktet Paraleptophlebia och familjen starrdagsländor. Inga underarter finns listade i Catalogue of Life.